# Bodnarów
Bodnarów – zalesiony szczyt o wysokości 481 m n.p.m., na Pogórzu Przemyskim.